# Vietnamezen in Nederland
Met Vietnamezen in Nederland worden in Nederland levende Vietnamezen, of Nederlanders van Vietnamese afkomst aangeduid.

## Geschiedenis
Nadat Vietnam in 1979 Democratisch Kampuchea, het huidige Cambodja, binnenviel en bezette, werden veel Vietnamese mannen van boven de achttien, naar Kampuchea gestuurd om te vechten. De meesten kwamen echter niet meer terug. Veel Vietnamezen zijn in die tijd per boot gevlucht naar andere landen. Daarnaast zorgde anti-Chinees regeringsbeleid ervoor dat een groot deel van de Chinezen in Vietnam ook per boot vluchtte. Velen kwamen terecht in de Verenigde Staten, Canada, Australië en West-Europa; een bescheiden deel arriveerde tot in de jaren tachtig in Nederland. Per 1 januari 2007 waren er 18.441 personen van Vietnamese afkomst in Nederland, waarbij een minderheid van etnische Chinezen is inbegrepen. Zij hebben doorgaans hun eigen taal en ook een aantal van hun eigen culturele gewoonten behouden.
Anders dan in Duitsland en Frankrijk, waar zij meestal in de hoofdsteden (Berlijn en Parijs) wonen, hebben Vietnamezen in Nederland zich vooral gevestigd in middelgrote steden zoals Almere, Purmerend, Hoorn, Harlingen, Leeuwarden, Spijkenisse. De grootste concentratie is in het Brabantse Helmond, met ongeveer 2.000 gezinnen. In of bij de genoemde plaatsen waren begin jaren tachtig asielzoekerscentra gevestigd. Anders dan bij veel andere etnische minderheden het geval is zijn de meeste Vietnamese vluchtelingen van toen in dezelfde regio blijven wonen. De Vietnamese gemeenschap in Amsterdam is opvallend klein.
Een bekend beeld in Nederland is de Vietnamese loempiakraam; veel andere Vietnamezen zijn werkzaam in visafslagen. Ze staan bekend als goede en snelle werkers; werkloosheid komt dan ook bij hen weinig voor. Ook in hoger gekwalificeerd werk doen Vietnamezen het relatief goed. De criminaliteitscijfers voor deze groep zijn laag. Vietnamezen hebben, algemeen gesproken, van alle migranten in Nederland de minste problemen met integreren.